# Hors du temps
Hors du temps è un film del 2024 scritto e diretto da Olivier Assayas.

## Trama
Con lo scoppio della pandemia di COVID-19, nell'aprile 2020 i due fratelli Etienne e Paul ritornano nella loro casa di infanzia con le rispettive compagne.

## Promozione
Una clip del film è stata diffusa il 16 febbraio 2024.

## Distribuzione
Il film è stato presentato in concorso alla 74ª edizione del Festival internazionale del cinema di Berlino il 17 febbraio 2024.

## Riconoscimenti
- 2024 – Festival internazionale del cinema di Berlino[3]
  - In concorso per l'Orso d'oro